# Université préfectorale des sciences de la santé d'Ibaraki
L'université préfectorale des sciences de la santé d'Ibaraki (茨城県立医療大学, Ibaraki kenritsu iryou daigaku) est une université publique située dans la ville d'Ami, préfecture d'Ibaraki au Japon. L'école est fondée en 1995.

## Source
- (en) Cet article est partiellement ou en totalité issu de l’article de Wikipédia en anglais intitulé « Ibaraki Prefectural University of Health Sciences » (voir la liste des auteurs).